# 宜蘭縣市區公車
宜蘭縣市區公車，為宜蘭縣政府所監理的市區汽車客運服務，為宜蘭縣政府所規劃的「宜蘭勁好行幸福交通網」的一環。2007年11月，國道五號汽車客運開通，宜蘭縣政府欲藉由帶動宜蘭縣市區汽車客運事業的發展，故就溪北地區、溪南地區分別規劃市區公車路線。2008年5月8日，溪南地區的四條市區客運路線開通，溪北地區路線因故延宕。2011年10年1日，新增九條路線，溪北地區的市區客運路線方告開通。
目前到（2020年8月17日），總計開通了82條宜蘭縣轄市區公車路線[含免費鄉鎮巴士]，由大都會客運、首都客運、葛瑪蘭客運、國光客運、皇冠大車隊分別經營。[鄉鎮免費巴士由縣內各鄉鎮市公所自行經營]

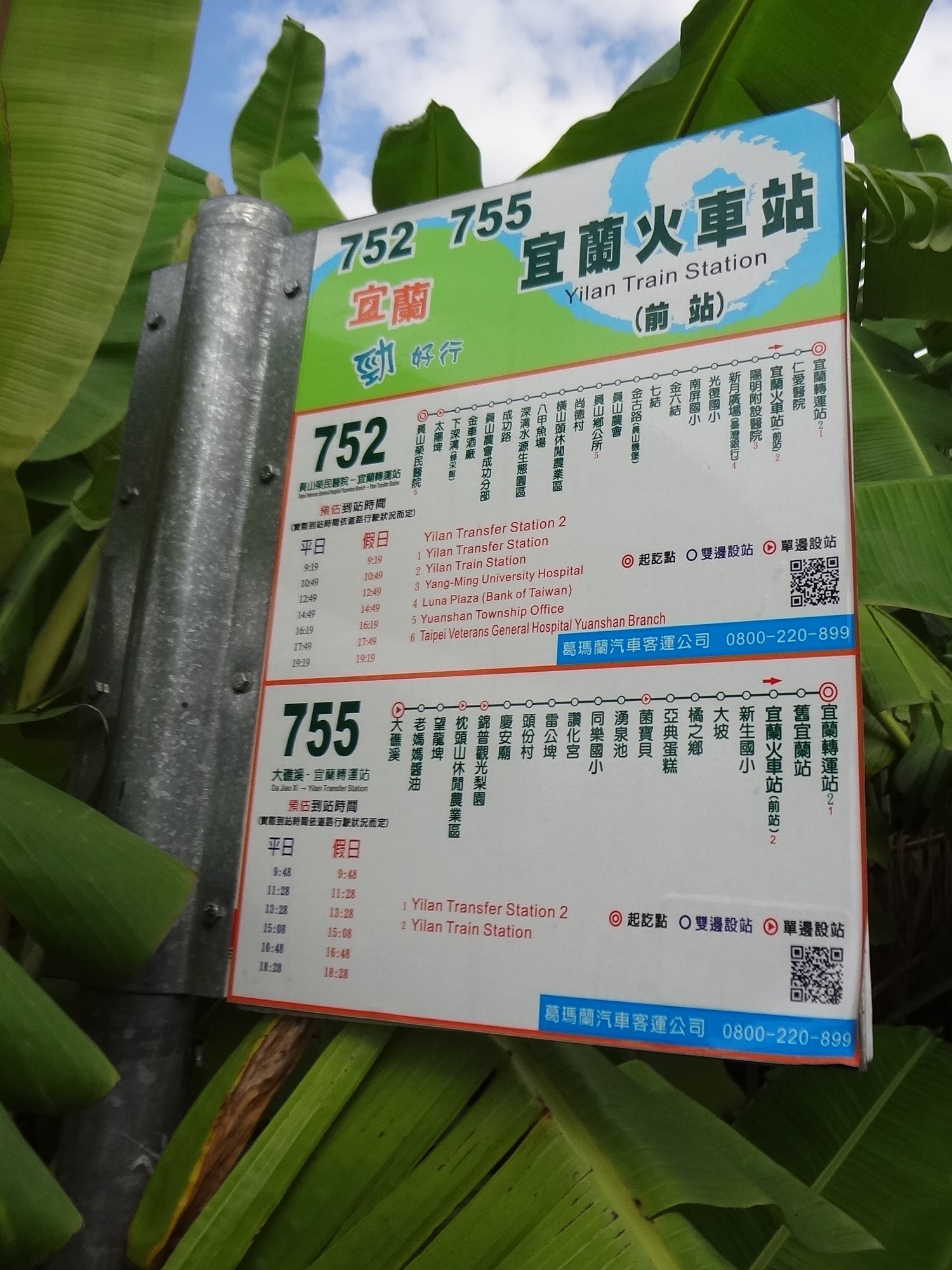
葛瑪蘭客運宜蘭勁好行站牌

## 歷史
- 1960年代：「宜蘭汽車客運股份有限公司」與「蘭陽汽車客運股份有限公司籌備處」分別申請經營市區汽車客運業務，但皆未獲得宜蘭縣政府核准。
- 2005年：大都會客運曾得標宜蘭縣市區公車經營權，惟在成本考量下，決定放棄經營權。
- 2007年
  - 11月15日：配合「臺北－宜蘭」國道客運通車，宜蘭縣政府自本日起評選宜蘭縣轄市區公車經營業者，期限至12月30日[1]。
  - 12月10日：首都客運自本日起提供「羅東－傳藝中心－南方澳」免費接駁車服務，以接駁國道客運。
- 2008年
  - 3月7日：宜蘭縣政府完成溪北地區路線評選，由蘭陽客運籌備處得標。
  - 4月：葛瑪蘭客運自本日起提供「羅東－蘇澳」免費接駁車接駁乘客服務。
  - 5月8日：宜蘭縣轄市區公車溪南地區路線正式通車，原「羅東－傳藝中心－南方澳」免費接駁路線變更為宜蘭縣轄公車241線。
  - 6月：原定於月中通車的蘭陽客運溪北地區路線，申請展延至7月28日。
  - 6月25日：葛瑪蘭客運自本日起提供「礁溪－頭城」免費接駁車服務。
  - 7月28日：原定於本日通車的蘭陽客運，再度申請展延半年。
- 2009年
  - 2月28日：蘭陽客運仍未正式通車，宜蘭縣政府依法撤銷其經營權。
  - 7月11日：「礁溪－頭城」免費接駁車於本日起停駛，並更改行駛路線。(112線)
- 2010年
  - 4月5日：葛瑪蘭客運自本日起提供「葛瑪蘭礁溪站－林美石盤步道」免費接駁車服務。
  - 8月24日：葛瑪蘭客運自本日起提供「羅東後火車站－冬山河親水公園－國立傳統藝術中心」免費接駁車服務。
- 2011年
  - 10月1日：新增九條路線，溪北地區路線上路[2]。
- 2015年
  - 6月15日：新增紅綠路線，路線上路。
- 2016年
  - 6月1日：宜蘭勁好行展開試營運，持電子票證者免費乘車[3]。
  - 10月1日：宜蘭勁好行正式收費。
- 2017年
  - 5月18日：1766號、1767號、1792號正式移撥為宜蘭縣市區客運路線。
  - 9月9日：國光客運汰換20輛低地板大客車
- 2018年
  - 2月10日：國光客運先行汰換10輛低地板大客車
  - 5月7日：蘇花改開放大客車通行，公車暌違36年上路
  - 10月1日：國光客運20條一般公路客運路線即日起移撥為宜蘭縣市區公車路線
  - 12月1日：原「羅東轉運站－蘇澳車站」接駁路線亦變更為宜蘭縣轄公車243線。
  - 12月22日：蘇澳轉運站完工啟用
- 2019年
  - 1月前：國光客運汰換16輛低地板大客車
  - 2月初前：宜蘭縣市區公車擬統一改段次收費，2月初前上路
  - 10月19日：配合蘇花改即將全線通車，宜蘭縣政府將加開之「羅東轉運站－花蓮火車站」市區公車路線，交通部公路總局核定為國光客運、葛瑪蘭客運經營。
- 2020年
  - 1月6日：新增國光客運/葛瑪蘭客運201、201A路線上路
  - 8月17日：新增國光客運台灣好行綠19路線上路
  - 12月10日：國光客運1783號、1784號停駛，新增皇冠大車隊黃1路線上路
- 2024年
  - 3月1日：201、201A暫停營運[4]
  - 8月30日：葛瑪蘭客運722路線開始營運

## 路線
- 全線提供Free服務，車內提供免費無線上網服務。。
- 全路線皆可使用悠遊卡及一卡通等電子票證付費。
- 首都客運及大都會客運路線可使用有錢卡電子票證付費。[5]

| 路線編號                                                          | 營運區間 | 經營業者            | 經由/備註                                                                                     | 路線圖                              |
| ----------------------------------------------------------------- | --- | ------------------- | --------------------------------------------------------------------------------------------- | ----------------------------------- |
| 綠11A 礁溪A線 G11A Jiaoxi A Line 台灣好行                         | 礁溪火車站－佛光大學雲起樓 Jiaoxi Railway Station－Yun Qi Building                                                 | 葛瑪蘭客運          | 行經湯圍溝公園、五峰旗瀑布、佛光大學                                                          | 綠11A、綠11B （页面存档备份，存于） |
| 綠11B 礁溪B線 G11B Jiaoxi B Line 台灣好行                         | 礁溪火車站－淡江大學蘭陽校區 Jiaoxi Railway Station－Tamkung University Lanyang Campus                             | 葛瑪蘭客運          | 行經湯圍溝公園、淡江大學 不經五峰旗瀑布                                                       | 綠11A、綠11B （页面存档备份，存于） |
| 綠12 松羅線 G12 Songluo Line                                      | 宜蘭轉運站－松羅 Yilan Transfer Station－Songluo                                                                   | 國光客運            | 例假日行駛                                                                                    | 綠12 （页面存档备份，存于）         |
| 綠16 大礁溪橋線 G16 Da Jiao Xi Line                               | 宜蘭轉運站－望龍埤 Yilan Transfer Station－Wanglongpo                                                              | 葛瑪蘭客運          | 2024年7月1日綠15路併入755路，改號綠16路。 行經亞典蛋糕、雷公埤                                | 755 （页面存档备份，存于）          |
| 綠17 天長地久線 G17 Eternity Suspension Line                      | 羅東轉運站－長埤湖 Luodong Transfer Station－Changpi Lake                                                          | 國光客運            | 2017/7/29~2017/7/30試營運 2017/8/5正式通車                                                    | 綠17 （页面存档备份，存于）         |
| 綠18 壯圍沙丘線 G18 Zhuangwei Dune Line 台灣好行                  | 宜蘭轉運站－頭城車站 Yilan Transfer Station－Toucheng Railway Station                                              | 國光客運            | 2018年6月1日正式通車                                                                          | 綠18 （页面存档备份，存于）         |
| 綠19 宜蘭東北角海岸線 G19 Yilan and Northeast Coast Line 台灣好行 | 礁溪轉運站－石城港 Jiaoxi Bus Station－Shicheng Harbor                                                             | 國光客運            | 2020年8月17日通車                                                                             | 綠19                                |
| 綠21 冬山河線 G21 Dongshan River Line 台灣好行                    | 羅東運動公園－國立傳統藝術中心 Ludong Sports Park－National Center of Traditional Arts                             | 首都客運            |                                                                                               | 綠21 （页面存档备份，存于）         |
| 綠21A 冬山河A線 G21A Dongshan River A Line                        | 羅東轉運站－羅東運動公園 Ludong Transfer Station－Ludong Sports Park                                               | 首都客運            |                                                                                               | 綠21 （页面存档备份，存于）         |
| 綠21B 冬山河B線 G21B Dongshan River B Line                        | 羅東轉運站－國立傳統藝術中心 Ludong Transfer Station－National Center of Traditional Arts                          | 首都客運            |                                                                                               | 綠21 （页面存档备份，存于）         |
| 綠25 梅花湖線 G25 Meihua Lake Line                                | 羅東轉運站－梅花湖 Ludong Transfer Station－Meihua Lake                                                            | 國光客運            | 例假日行駛                                                                                    | 綠25 （页面存档备份，存于）         |
| 綠28 南方澳港區線 G28 Nanfang'ao Line                             | 蘇澳新站－豆腐岬風景區 Su'aoxin Railway Station－Doufu Cape                                                        | 國光客運            |                                                                                               | 綠28 （页面存档备份，存于）         |
| 紅1 R1                                                            | 外澳－羅東轉運站 Wai'ao－Luodong Transfer Station                                                                  | 國光客運            | 例假日行駛 行經頭城站、礁溪轉運站、宜蘭轉運站                                                 | 紅1 （页面存档备份，存于）          |
| 紅2 R2                                                            | 宜蘭轉運站－南方澳 Yilan Transfer Station－Nanfang'ao                                                              | 國光客運            | 例假日行駛 行經羅東轉運站、冬山、蘇澳                                                         | 紅2 （页面存档备份，存于）          |
| 黃1 Y1                                                            | 宜蘭轉運站－龍潭－匏崙－二結 Yilan Transfer Station－Longtan－Paolun－Second Knot                                  | 皇冠大車隊          | 小黃公車，2020年12月10日起正式通車                                                            | 黃1                                 |
| 112                                                               | 礁溪轉運站→礁溪火車站→礁溪轉運站 Jiaoxi Bus Station→Jiaoxi Railway Station→Jiaoxi Bus Station                      | 葛瑪蘭客運 首都客運 | 葛瑪蘭客運與首都客運聯營 單向環狀發車                                                         | 112 （页面存档备份，存于）          |
| 113                                                               | 礁溪轉運站－塭底路 Jiaoxi Bus Station－Wendi Rd.                                                                   | 葛瑪蘭客運          |                                                                                               | 113 （页面存档备份，存于）          |
| 121                                                               | 蘇澳轉運站－南方澳－羅東轉運站 Su'ao Transfer Station－Nanfangao－Luodong Bus Station                              | 大都會客運          | 蘇澳轉運站－東澳車站 例假日停駛 2020年11月1日起調整行駛動線。                                 | 121 （页面存档备份，存于）          |
| 131                                                               | 礁溪火車站－石城 Jiaoxi Railway Station－                                                                          | 葛瑪蘭客運          | 行經頭城火車站、蘭陽博物館、烏石港、大溪車站、龜山車站、石城車站 例假日停駛                   | 131 （页面存档备份，存于）          |
| 191                                                               | 礁溪轉運站－竹安國小 Jiaoxi Bus Station－Zhuan Elementary School                                                   | 葛瑪蘭客運          |                                                                                               | 191 （页面存档备份，存于）          |
| 243                                                               | 羅東轉運站－蘇澳轉運站 Luodong Transfer Station－－Su'ao Transfer Station                                          | 葛瑪蘭客運          | 行經馬賽國小、蘇澳榮民分院 2018年12月1日起通車                                                | 243                                 |
| 281                                                               | 羅東後站（羅東轉運站）－仁山植物園 Luodong Railway (rear) Station (Luodong Bus Station)－Ren Shan Botanical Garden | 首都客運            | 行經羅東夜市、梅花湖                                                                          | 281 （页面存档备份，存于）          |
| 281A                                                              | 羅東轉運站－羅東高工 Ludong Transfer Station－National Lotung Industrial Vocational High School                    | 首都客運            | 寒暑假停駛                                                                                    | 281 （页面存档备份，存于）          |
| 621                                                               | 錦草上溪埔－國立傳統藝術中心 Jincao ShangXiPu－National Center for Traditional Arts                                | 葛瑪蘭客運          | 行經羅東後火車站、羅東夜市、二結火車站                                                        | 621 （页面存档备份，存于）          |
| 722                                                               | 宜蘭轉運站－員山－羅東轉運站 Yilan Transfer Station－Yuanshan－Luodong Transfer Station                            | 葛瑪蘭客運          | 行經員山鄉、羅東高工、羅東後火車站、                                                          | 722 （页面存档备份，存于）          |
| 751                                                               | 宜蘭轉運站－保民廟 Yilan Transfer Station－Baomin Temple                                                           | 葛瑪蘭客運          | 假日僅9:30和11:20兩班次，下午無班次                                                           | 751 （页面存档备份，存于）          |
| 752                                                               | 宜蘭轉運站－台北榮總員山分院 Yilan Transfer Station－Taipei Veterans General Hospital Yuanshan Branch              | 葛瑪蘭客運          | 行經八甲魚場、金車酒廠                                                                        | 752（页面存档备份，存于）           |
| 753                                                               | 宜蘭轉運站－雙連埤 Yilan Transfer Station－Shuanglian Pond                                                         | 葛瑪蘭客運          | 行經員山公園、大湖休閒農場                                                                    | 753 （页面存档备份，存于）          |
| 771                                                               | 慈安路－金六結 Cian Rd.－Jinliujie                                                                                 | 葛瑪蘭客運          | 行經宜蘭轉運站、宜蘭後火車站                                                                  | 771 （页面存档备份，存于）          |
| 772                                                               | 大坡－縣政西路 Dapo－Xianzheng W Rd.                                                                               | 葛瑪蘭客運          | 行經宜蘭轉運站、宜蘭後火車站                                                                  | 772 （页面存档备份，存于）          |
| 791                                                               | 宜蘭火車站－城仔 Yilan Railway Station－Chengzi                                                                    | 葛瑪蘭客運          | 行經壯圍                                                                                      | 791 （页面存档备份，存于）          |
| 793                                                               | 宜蘭轉運站－永鎮廟 Yilan Transfer Station－Yongzhen Temple                                                         | 葛瑪蘭客運          |                                                                                               | 793 （页面存档备份，存于）          |
| 1743                                                              | 宜蘭轉運站－松羅 Yilan Transfer Station－Songluo                                                                   | 國光客運            | 2018年10月1日正式移撥為宜蘭縣市區客運路線。                                                   | 1743 （页面存档备份，存于）         |
| 1744                                                              | 宜蘭轉運站－南山村 Yilan Transfer Station－Nanshan Village                                                         | 國光客運            | 2018年10月1日正式移撥為宜蘭縣市區客運路線。                                                   | 1744 （页面存档备份，存于）         |
| 1745                                                              | 宜蘭－羅東－南山村 Yilan Transfer Station－Luodong Transfer Station－Nanshan Village                               | 國光客運            | 2018年10月1日正式移撥為宜蘭縣市區客運路線。                                                   | 1745 （页面存档备份，存于）         |
| 1750                                                              | 宜蘭－羅東－太平山 Yilan Transfer Station－Luodong Transfer Station－Taipingshan                                   | 國光客運            | 2018年10月1日正式移撥為宜蘭縣市區客運路線。                                                   | 1750 （页面存档备份，存于）         |
| 1766                                                              | 南方澳－烏石港 Nanfangao－WushihHarbor                                                                             | 國光客運            | 2017年5月18日正式移撥為宜蘭縣市區客運路線。 行經礁溪轉運站、宜蘭轉運站、羅東轉運站            | 1766 （页面存档备份，存于）         |
| 1767                                                              | 南方澳－烏石港 Nanfangao－WushihHarbor                                                                             | 國光客運            | 2017年年5月18日正式移撥為宜蘭縣市區客運路線。 行經純精路                                      | 1767 （页面存档备份，存于）         |
| 1785                                                              | 宜蘭－外員山－圳頭 Yilan Transfer Station－Waiyuanshan－Zuntou                                                     | 國光客運            | 2018年10月1日正式移撥為宜蘭縣市區客運路線。                                                   | 1785 （页面存档备份，存于）         |
| 1786                                                              | 宜蘭－深溝－內城 Yilan Transfer Station－Shengou－Neicheng                                                         | 國光客運            | 2018年10月1日正式移撥為宜蘭縣市區客運路線。                                                   | 1786 （页面存档备份，存于）         |
| 1787                                                              | 宜蘭－公館－東港 Yilan Transfer Station－Gongguan－Donggang                                                        | 國光客運            | 2018年10月1日正式移撥為宜蘭縣市區客運路線。                                                   | 1787 （页面存档备份，存于）         |
| 1788                                                              | 宜蘭－公館－大福 Yilan Transfer Station－Donggang－Dafu                                                            | 國光客運            | 2018年10月1日正式移撥為宜蘭縣市區客運路線。                                                   | 1788 （页面存档备份，存于）         |
| 1789                                                              | 宜蘭－枕頭山－大礁溪 Yilan Transfer Station－Zhenshan－Dajiaoxi                                                    | 國光客運            | 2018年10月1日正式移撥為宜蘭縣市區客運路線。                                                   | 1789 （页面存档备份，存于）         |
| 1790                                                              | 宜蘭－竹安－頭城 Yilan Transfer Station－Zhuan－Toucheng                                                           | 國光客運            | 2018年10月1日正式移撥為宜蘭縣市區客運路線。                                                   | 1790 （页面存档备份，存于）         |
| 1791                                                              | 羅東－清水－南方澳 Luodong Transfer Station－Qingshui－Nanfang'ao                                                  | 國光客運            | 2018年10月1日正式移撥為宜蘭縣市區客運路線。                                                   | 1791 （页面存档备份，存于）         |
| 1792                                                              | 羅東轉運站－三星－天送埤 Luodong Transfer Station－Shanxin－Tiansongpi                                             | 國光客運            | 2017年5月18日正式移撥為宜蘭縣市區客運路線。                                                   | 1792 （页面存档备份，存于）         |
| 1793                                                              | 羅東－牛鬥 Luodong Transfer Station－Nioudou                                                                       | 國光客運            | 經大埔、三星、天送埤、長埤 2018年10月1日正式移撥為宜蘭縣市區客運路線。                        | 1793 （页面存档备份，存于）         |
| 1794                                                              | 羅東－三星 Luodong Transfer Station－Shanxin                                                                       | 國光客運            | 經大洲 2018年10月1日正式移撥為宜蘭縣市區客運路線。                                            | 1794 （页面存档备份，存于）         |
| 1795                                                              | 羅東－梅花湖－寒溪 Luodong Transfer Station－Meihua Lake－Hanxi                                                    | 國光客運            | 2018年10月1日正式移撥為宜蘭縣市區客運路線。                                                   | 1795 （页面存档备份，存于）         |
| 1796                                                              | 羅東－松羅 Luodong Transfer Station－Songluo                                                                       | 國光客運            | 經大埔、三星、天送埤 去程經崙埤、回程經牛鬥、長埤 2018年10月1日正式移撥為宜蘭縣市區客運路線。 | 1796 （页面存档备份，存于）         |
| 1797                                                              | 羅東－岳明新村 Luodong Transfer Station－Yueming New Village                                                       | 國光客運            | 部分班次經清水 2018年10月1日正式移撥為宜蘭縣市區客運路線。                                    | 1797 （页面存档备份，存于）         |
| 1798                                                              | 羅東－樂水（智腦） Luodong Transfer Station－Leshui                                                                | 國光客運            | 經大埔、三星、天送埤、崙埤、松羅、牛鬥 2018年10月1日正式移撥為宜蘭縣市區客運路線。            | 1798 （页面存档备份，存于）         |
| 1799                                                              | 蘇澳－永樂里 Suao－Yongle Village                                                                                  | 國光客運            | 2018年10月1日正式移撥為宜蘭縣市區客運路線。                                                   | 1799 （页面存档备份，存于）         |

## 鄉鎮市區免費巴士
| 鄉鎮市名 | 路線編號   | 營運區間                 | 經營業者   | 備註   |
| 宜蘭市   | 觀光巴士線 | 宜蘭轉運站－河濱公園     | 宜蘭縣政府 | [ 6 ]  |
| 羅東鎮   | 藍線       | 忠孝新村－孩子王大樓     | 宜蘭縣政府 | [ 7 ]  |
| 羅東鎮   | 紅線       | 中山光榮－中山光榮       | 宜蘭縣政府 | [ 7 ]  |
| 羅東鎮   | 橘線       | 忠孝新村－荷蘭村         | 宜蘭縣政府 | [ 7 ]  |
| 頭城鎮   | 海線       | 頭城－石城               | 宜蘭縣政府 | [ 8 ]  |
| 頭城鎮   | 山線       | 頂埔－烏石港             | 宜蘭縣政府 | [ 8 ]  |
| 冬山鄉   | 冬山線     | 國聖廟－羅東車站         | 宜蘭縣政府 | [ 9 ]  |
| 冬山鄉   | 大進線     | 大進慈惠堂－醫院         | 宜蘭縣政府 | [ 9 ]  |
| 蘇澳鎮   | 右線       | 蘇澳鎮公所－永光活動中心 | 宜蘭縣政府 | [ 10 ] |
| 蘇澳鎮   | 右線/假日  | 蘇澳鎮公所－俞國棟診所   | 宜蘭縣政府 | [ 10 ] |
| 蘇澳鎮   | 左線       | 蘇澳鎮公所－俞國棟診所   | 宜蘭縣政府 | [ 10 ] |
| 蘇澳鎮   | 左線/假日  | 蘇澳鎮公所－永光活動中心 | 宜蘭縣政府 | [ 10 ] |
| 南澳鄉   | 南澳公所線 | 南澳郵局－金洋村         | 宜蘭縣政府 | [ 11 ] |
| 南澳鄉   | 澳花線     | 澳花村－和平火車站       | 宜蘭縣政府 | [ 11 ] |

## 票證資訊
使用電子票證：上下車皆須感應票卡，且上車時卡片餘額須大於或等於最低票價。
- 台灣好行冬山河線(綠21號)
  - 依搭乘區間收費，基本票價為全票新臺幣20元、半票新臺幣10元。
  - 持悠遊卡／一卡通打75折、學生卡／愛心敬老卡打5折

- 宜蘭勁好行公車、小黃公車
  - 投幣（每段）：全票新臺幣20元、半票新臺幣10元。
  - 電子票證：
    - 悠遊卡、一卡通（每段）: 普卡新臺幣15元、學生卡／外縣市愛心卡／外縣市敬老卡新臺幣10元。
    - 宜蘭縣愛心卡／敬老卡免費

- 國光客運
  - 投幣（每段）：全票新臺幣20元、半票新臺幣10元。
    - 紅1 全線一段票
    - 紅2 全線一段票
    - 綠12 全線一段票
    - 綠15 全線一段票
    - 綠17 全線一段票
    - 綠18 全線一段票
    - 綠19 更新漁港（龜山火車站）-北關海潮公園
    - 綠25 全線一段票
    - 綠28 全線一段票

- 2016年6月1日：宜蘭勁好行6月試營運，持電子票證免費，投幣全票新臺幣20元、半票新臺幣10元。
- 2016年10月1日：宜蘭勁好行正式收費。

- 蘭陽敬老金卡（2010年底全面停用）

## 平均年運量
總運量
2021-22年月平均運量20萬人年運量240萬

## 外部連結
- 宜蘭勁好行 幸福交通網（页面存档备份，存于）
- 首都客運（页面存档备份，存于）（繁體中文）
- 大都會客運（页面存档备份，存于）（繁體中文）
- 葛瑪蘭客運（页面存档备份，存于）（繁體中文）
- 國光客運（页面存档备份，存于）（繁體中文）